# Le Souvenir français

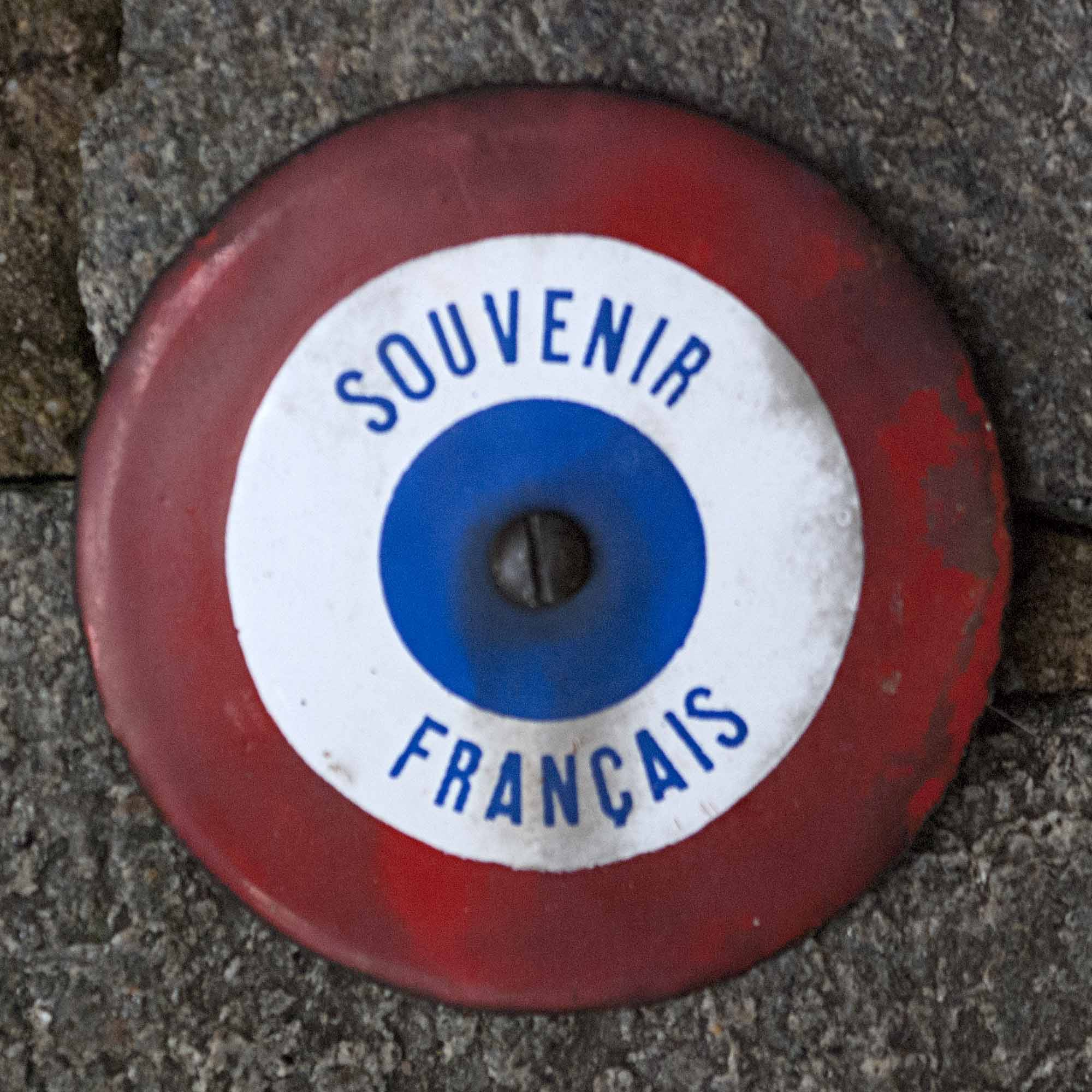
Le-Souvenir-français-Plakette auf einem Grabstein in Mulhouse.

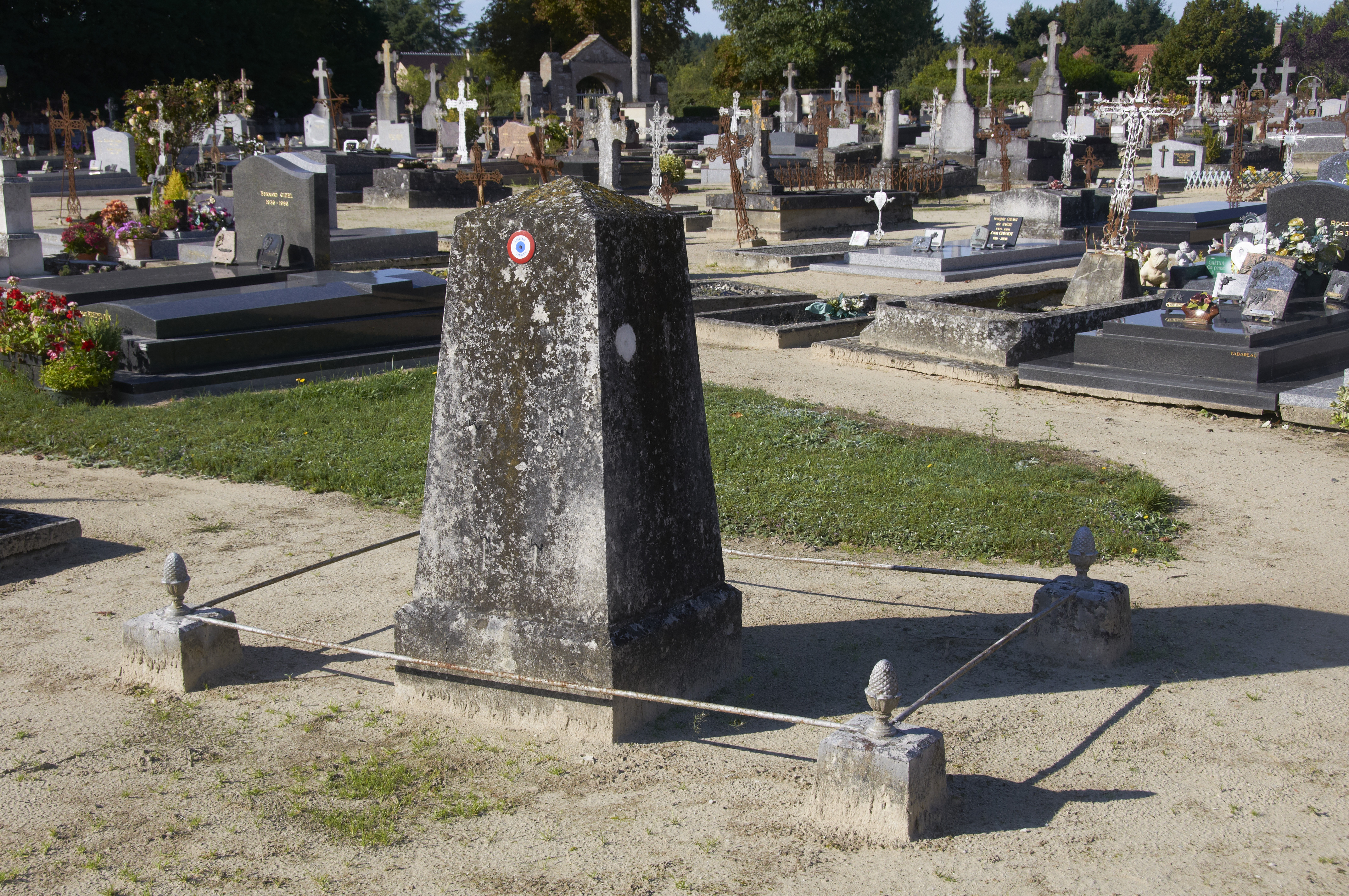
Grabstein mit der Le-Souvenir-français-Plakette in den Farben der französischen Trikolore.

Le Souvenir français ist eine 1887 gegründete Gesellschaft in 76 Ländern, deren Aufgabe es ist, das Gedenken der Soldaten, die im Kampf für Frankreich gefallen sind, in Ehren zu halten. Zugleich ist es dem Verein laut seiner Statuten auch wichtig, die Grabstellen und Denkmäler zu pflegen, die an diese Personen erinnern und damit auch den nachfolgenden Generationen die Ereignisse, die zu den Opfern geführt haben, wachzuhalten. 
Das Gedenken gilt sowohl französischen als auch ausländischen Opfern. Die Gesellschaft ist ein Pendant zum Volksbund Deutsche Kriegsgräberfürsorge, dem Österreichischen Schwarzen Kreuz oder der Commonwealth War Graves Commission. Neben den Memorialaufgaben war der Verein – vor allem bis zum Übergang zur Deutsch-Französischen Freundschaft – auch ein politisches Instrument der Vergangenheitsbewältigung. 2024 gab Le Souvenir français die Zahl von 76.482 Mitgliedern an.

## Geschichte
In Folge des Deutsch-Französischen Kriegs 1870/71 ging vom Reichsland Elsaß-Lothringen eine Bewegung aus, die den Verlust der Zugehörigkeit zu Frankreich betrauernd, besonders an ihre Opfer im Krieg erinnerte. Vielen Franzosen, die in den annektierten Ländern lebten fiel es schwer, sich der deutschen Obrigkeit zu fügen. Der Privatdozent François-Xavier Niessen, am 9. Oktober 1846 in Sarre-Union geboren und bereits mit dreizehn Lebensjahren Vollwaise, war erklärter Deutschland-Gegner und wurde in seinem 51. Lebensjahr wegen seiner französisch-patriotischer Äußerungen des Landes verwiesen, worauf er sich in Neuilly-sur-Seine nördlich von Paris niederließ. Doch schon neun Jahre zuvor war er nach Frankreich emigriert und hatte dort den Verein zum Gedenken der Frankreichkämpfer gegründet.
Ein Gesetz vom 4. April 1873 unterstütze die Errichtung von Kriegsgräbern. Auf dieser Basis übernahm der Verein seit seiner Gründung 1887 die lokale Betreuung der Grabstätten. Bereits zwei Jahre später gerierte sie zu einer internationalen Bewegung mit ersten Niederlassungen in Belgien, Waterloo und Taiwan, heute ist der Verein in über sechzig Ländern vertreten. Insgesamt gibt es weltweit über 200.000 aktive Mitglieder, in Frankreich mehr als 1500 Inlandsvertretungen.
Bis zum Jahr 1906 durfte der Verein im Reichsland nicht öffentlich auftreten. Erst am 13. Januar 1907 wurde in Noisseville bei Metz für Elsass-Lothringen ein Landesverband gegründet. Diese Gründung ist dem ersten Präsidenten, Jean-Paul Jean zu verdanken, der in den Jahren 1919 bis 1924 Abgeordneter für sein Département Moselle war. Am 1. April des gleichen Jahres konnte unter den Augen von 120.000 Anwesenden dortselbst ein Denkmal zu Ehren der Opfer des 1870/71er Krieges eingeweiht werden. Ein Fahnenmeer flutete zum ersten Mal nach der Kriegskapitulation die national gesinnte Veranstaltung in Lothringen. In 500 französischen Gemeinden wurden die Gelder gesammelt, die für das Bauwerk notwendig waren.
Noch heute sind auf zahlreichen Gräbern im Elsass und in Lothringen die dreifarbigen Plaketten des Vereins sichtbar.